# Reichskommissariat Norwegen
```
   |-
       |
Erro:
:  
valor não especificado para "
nome_comum
"
```

O Reichskommissariat Norwegen foi o regime de ocupação civil estabelecido pela Alemanha nazista na Noruega ocupada pelos alemães durante a Segunda Guerra Mundial. Seu título completo em alemão era Reichskommissariat für die besetzten norwegischen Gebiete ("Comissariado do Reich para os Territórios Ocupados da Noruega"). Foi governado pelo Reichskommissar Josef Terboven até sua deposição em 7 de maio de 1945. As forças militares alemãs na Noruega, então sob o comando do general Franz Böhme, renderam-se aos Aliados em 9 de maio e o governo legal foi restaurado.

## Recorrência alemã e ocupação da Noruega

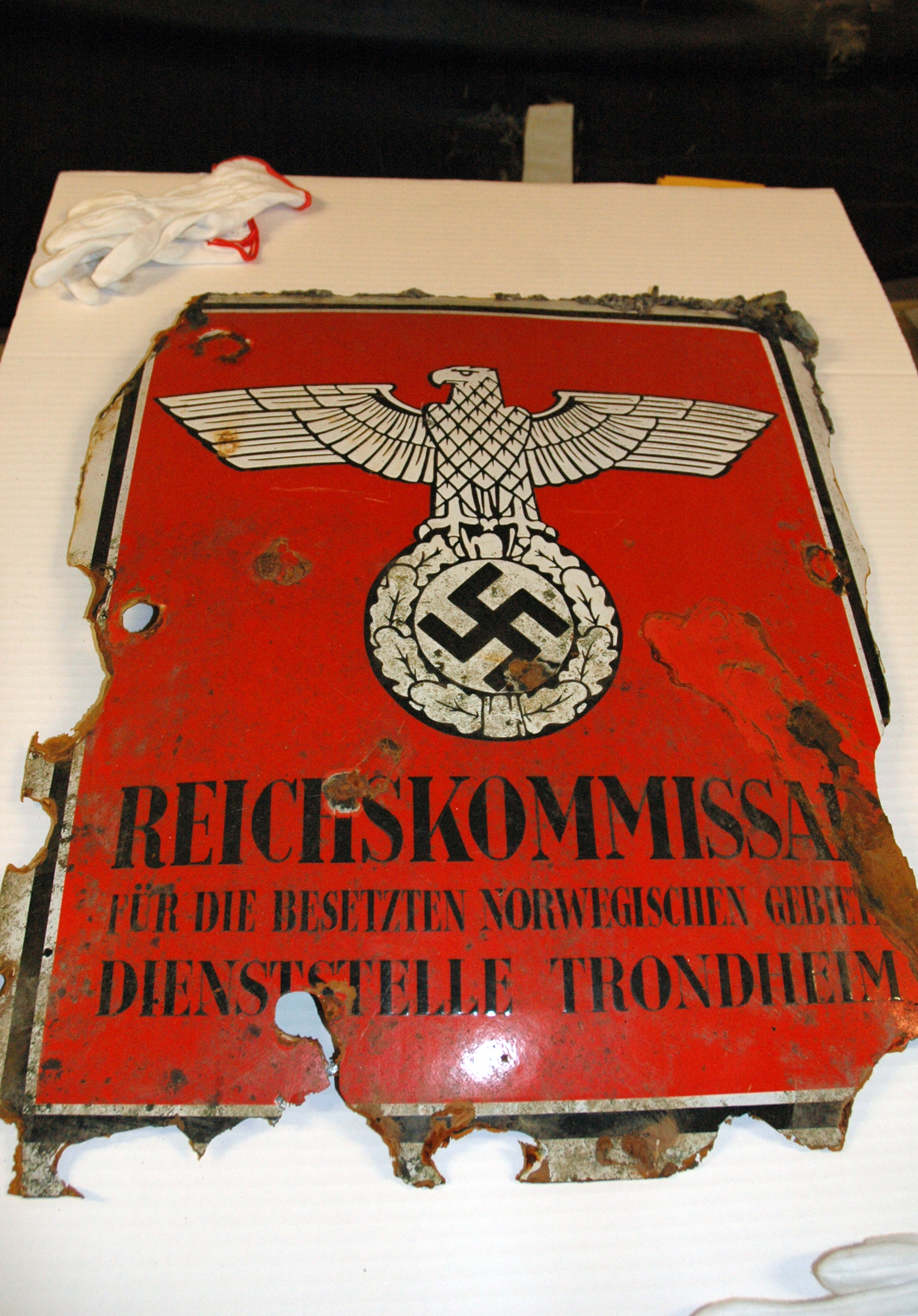
Placa com as inscrições: "Reichskommissar für die besetzten Norwegischen Gebiete Dienststelle Trondheim." (Comissário do Reich para os Territórios Ocupados da Noruega do Escritório de Trondheim) Foi usado no escritório de Trondheim para o comissário nacional.

A motivação da Alemanha nazista para ocupar e incorporar a Noruega em um império alemão surgiu por duas razões principais. A primeira era que em 1940 a Alemanha era dependente de recursos naturais, principalmente do minério de ferro, que era enviado da Suécia para a Alemanha. Se a Noruega permitisse que os navios aliados passassem por suas águas, eles poderiam potencialmente bloquear as rotas comerciais. A segunda razão era que a Alemanha temia um ataque aliado, usando a Noruega como área de teste ou movendo-se pela Suécia.
A neutralidade continuou sendo a política do governo norueguês até que a invasão foi um fato consumado. Mas sua maior prioridade era evitar uma guerra com o Reino Unido. No outono de 1939, havia um senso crescente de urgência de que a Noruega precisava se preparar, não apenas para proteger sua neutralidade, mas também para lutar por sua "liberdade e independência". Os esforços para melhorar a prontidão e capacidade militar e para sustentar um bloqueio prolongado foram intensificados entre setembro de 1939 e abril de 1940. Vários incidentes nas águas marítimas norueguesas, nomeadamente o incidente Altmark em Jøssingfjord, colocaram grandes tensões na capacidade da Noruega de reafirmar a sua (recentemente quebrada) neutralidade. A Noruega conseguiu negociar tratados comerciais favoráveis tanto com o Reino Unido quanto com a Alemanha nessas condições, mas ficou cada vez mais claro que ambos os países tinham um interesse estratégico em negar ao outro o acesso à Noruega.
Convencido da ameaça representada pelos Aliados ao fornecimento de minério de ferro, Hitler ordenou que o alto comando alemão (OKW) iniciasse o planejamento preliminar para uma invasão da Noruega em 14 de dezembro de 1939. O plano preliminar foi denominado Studie Nord e exigia apenas uma divisão do exército.
Em março e abril de 1940, planos britânicos para invasão da Noruega foram preparados, principalmente para alcançar e destruir as minas de minério de ferro suecas em Gällivare. Esperava-se que isso desviasse as forças alemãs da França e abrisse uma frente de guerra no sul da Suécia.
Também foi acordado que as minas seriam colocadas em águas norueguesas e deveria ser seguido pelo desembarque de tropas em quatro portos noruegueses: Narvik, Trondheim, Bergen e Stavanger. Por causa de argumentos anglo-franceses, a data da operação foi adiada de 5 para 8 de abril. O adiamento foi catastrófico. Hitler havia ordenado em 1º de abril que a invasão alemã da Noruega começasse em 9 de abril; portanto, quando em 8 de abril o governo norueguês estava preocupado com protestos fervorosos contra a colocação de minas pelos britânicos, as expedições alemãs estavam em boa marcha.
As invasões alemãs em sua maior parte alcançaram seu objetivo de assalto simultâneo e pegaram as forças norueguesas desprevenidas, uma situação que não foi auxiliada pela ordem do governo norueguês de apenas uma mobilização parcial. Porém, nem tudo foi perdido para os Aliados, já que a repulsão do Gruppe 5 alemão em Oslofjord deu algumas horas adicionais que os noruegueses usaram para evacuar a família real e o governo norueguês para Hamar. Com o governo agora fugitivo, Vidkun Quisling aproveitou a oportunidade para assumir o controle de uma emissora de rádio e anunciar um golpe, sendo ele mesmo o novo primeiro-ministro da Noruega. Seu primeiro ato oficial, às 19h30 daquele dia, foi cancelar a ordem de mobilização.

## Regime de Quisling

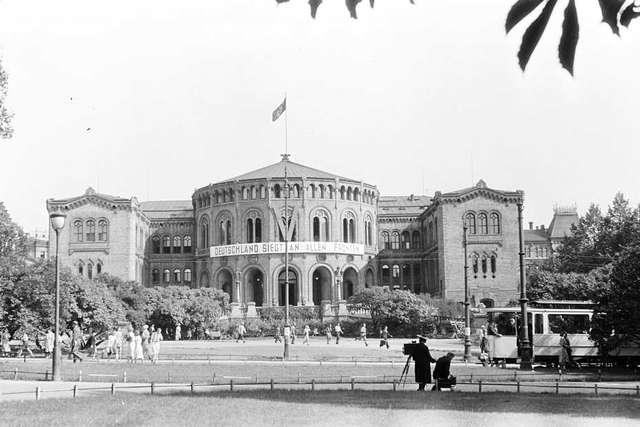
Edifício do parlamento norueguês em 1941 sob ocupação alemã, com a bandeira da suástica e o sinal de V alemão na frente do edifício.

O apoio colaboracionista veio do partido pró-nazista Nasjonal Samling ("Encontro Nacional" ou "Unificação Nacional") liderado por Vidkun Quisling, que foi autorizado por Adolf Hitler a formar um governo norueguês sob supervisão alemã. Quisling tornou-se Ministro-Presidente da Noruega em 1942, mas não tinha nenhum poder real. Reichskommissar Terboven controlava a Noruega como governador, e todas as forças militares estacionadas na Noruega estavam sob o comando alemão.